# Alessandro Banda
Alessandro Banda (* 1963 in Bozen) ist ein italienischer Schriftsteller aus Südtirol.

## Biographie
Banda studierte an der Universität Padua Philologie. 1987 erlangte er die laurea, 1992 die Promotion (dottorato di ricerca). Er unterrichtet – in Meran wohnhaft – als Italienisch-Lehrer an deutschsprachigen Schulen.
Seit seinem 2001 bei Einaudi erschienenem Debütroman Dolcezze del rancore bedachte die italienische Literaturkritik Banda mit beträchtlicher Aufmerksamkeit.